# Sankt Gallen (district)
De kieskring Sankt Gallen is een bestuurlijke onderverdeling van het kanton Sankt Gallen, die ontstond na de kantonherindeling van 10 juni 2001.
Voor het district voor de kantonherinrichting, zie Sankt Gallen (voormalig district).
| Gemeentenaam | Inwoners (31/12/2005) | Oppervlakte (km²) |
| ------------ | --------------------- | ----------------- |
| Andwil       | 1713                  | 6,29              |
| Eggersriet   | 2178                  | 8,82              |
| Gaiserwald   | 7985                  | 12,64             |
| Gossau       | 17.020                | 27,51             |
| Häggenschwil | 1166                  | 9,10              |
| Muolen       | 1111                  | 10,30             |
| Sankt Gallen | 70.316                | 39,41             |
| Waldkirch    | 3183                  | 31,25             |
| Wittenbach   | 8648                  | 12,22             |
| Totaal (9)   | 113.320               | 157,54            |

Rheintal · Rorschach · Sankt Gallen · Sarganserland · See-Gaster · Toggenburg · Werdenberg · Wil